# Nidwaldner Museum
Das Nidwaldner Museum befindet sich an drei Standorten: das Winkelriedhaus in Stans (Schwerpunkt Kunst), das Salzmagazin in Stans (Schwerpunkt Kulturgeschichte) und die Festung Fürigen (Festungsmuseum) in Stansstad. An den drei Standorten zeigt das Nidwaldner Museum themenbezogene Wechselausstellungen, Einzelausstellungen von Kunstschaffenden und eine Auswahl seiner Sammlungsbestände.
Die Grundlage des Museums bildet der Sammlungsbestand, dessen Pflege als gesellschaftlicher Bildungsauftrag zur Aufgabe des Hauses gehört. Die Sammlung des Nidwaldner Museums umfasst rund 18'000 Objekteinträge im digitalen Archiv. Schwerpunkte der Sammlung bilden Porträt-, Historien- und Landschaftsmalereien von Innerschweizer Künstlerinnen und Künstlern sowie sakrale Kunst, Votivbilder und kulturgeschichtliche Objekte von regionaler Bedeutung.

## Standorte

### Salzmagazin Stans

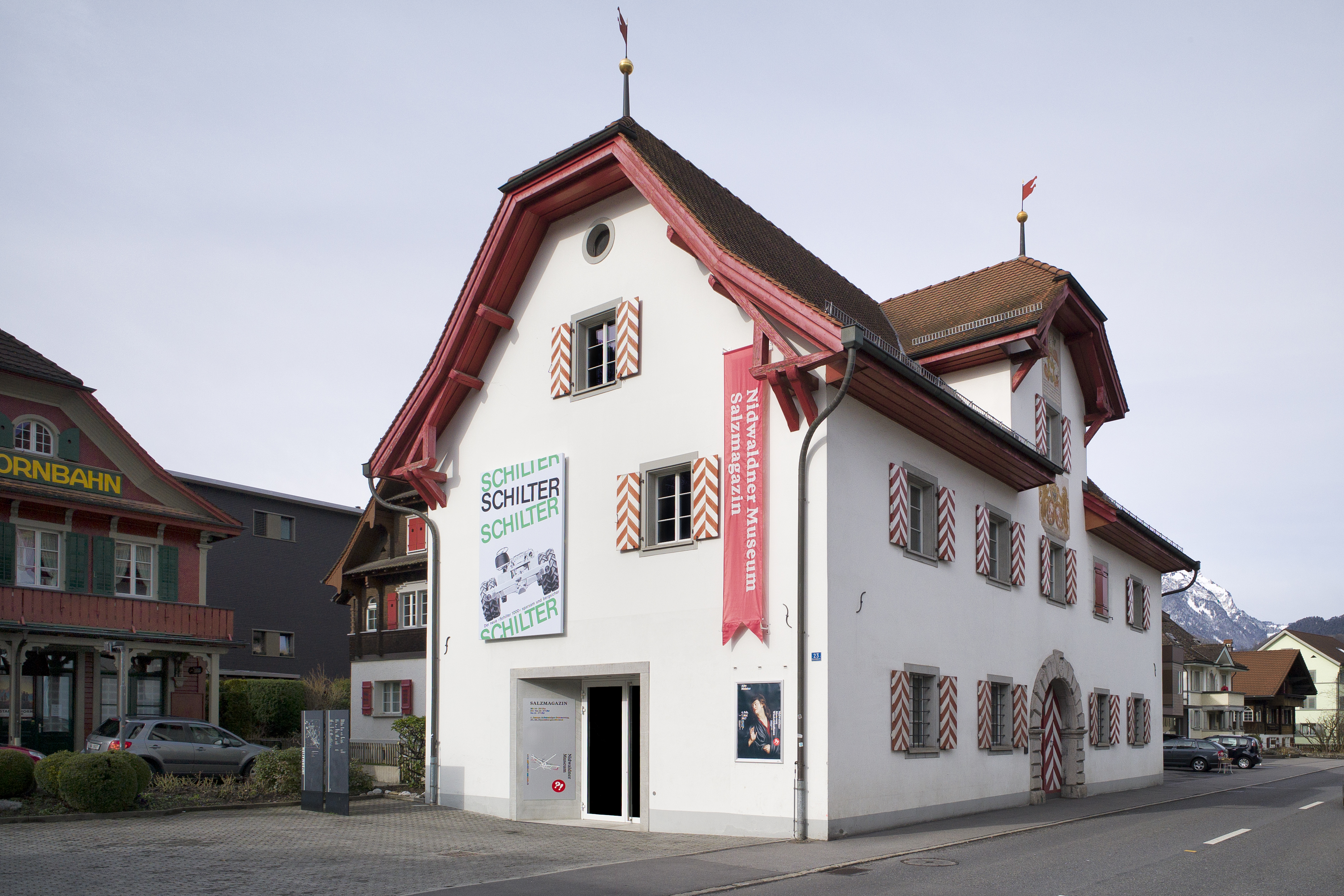
Nidwaldner Museum Salzmagazin in Stans

Das Anfang des 18. Jahrhunderts erbaute Salzmagazin ist das eigentliche Ursprungshaus des Museums. Zentral bei der Talstation der Stanserhorn-Bahn gelegen, gibt die Dauerausstellung «Mutig, trotzig, selbstbestimmt. Nidwaldens Weg in die Moderne» in sechs Themenschwerpunkten einen Einblick in die historische Entwicklung des Kantons Nidwalden. Von April bis Oktober wird jährlich eine Wechselausstellung zu einem kulturgeschichtlichen Thema gezeigt.
Dazu gehörten die Ausstellungen:
- Von Gipfelstürmern und Kofferträgern – Eine Ausstellung zur Geschichte des Tourismus (2011)
- Meine Grosseltern – Geschichten zur Erinnerung (2012)
- Spuk – Geister, Sagen, Gänsehaut (2013)
- Triichle und Teffli – Nidwaldner Festbräuche im Jahr (2014)
- Dreiecksgeschichte – Engelberg, Nidwalden, Obwalden (2015)
- Der Traum von Amerika – 50er-Jahre-Bauten in den Alpen (2016)
- Schilter – Die Geschichte der Stanser Maschinenfabrik (2017)
- Luft Seil Bahn Glück – Eine Ausstellungstrilogie in Flims, Stans und Zürich (2018)
- Jäger, Tiere, Wilderer – Handwerk und Legenden in Nidwalden (2019)
- Heepä, Gigele, Gäitsche – Mundart in der Deutschschweiz (2020)
- Söldner, Reissäckler, Pensionenherren – Ein Innerschweizer Beziehungsnetz (2021)
- ❤ Nidwalden. Objekte erzählen die Geschichten eines Kantons (2022)
- Ja, Nein, Weiss nicht. Musterdemokratie Schweiz? (2023)
- Alles Theater! Spiellust auf der Laienbühne (2024).[3] ⊙

### Winkelriedhaus und Pavillon

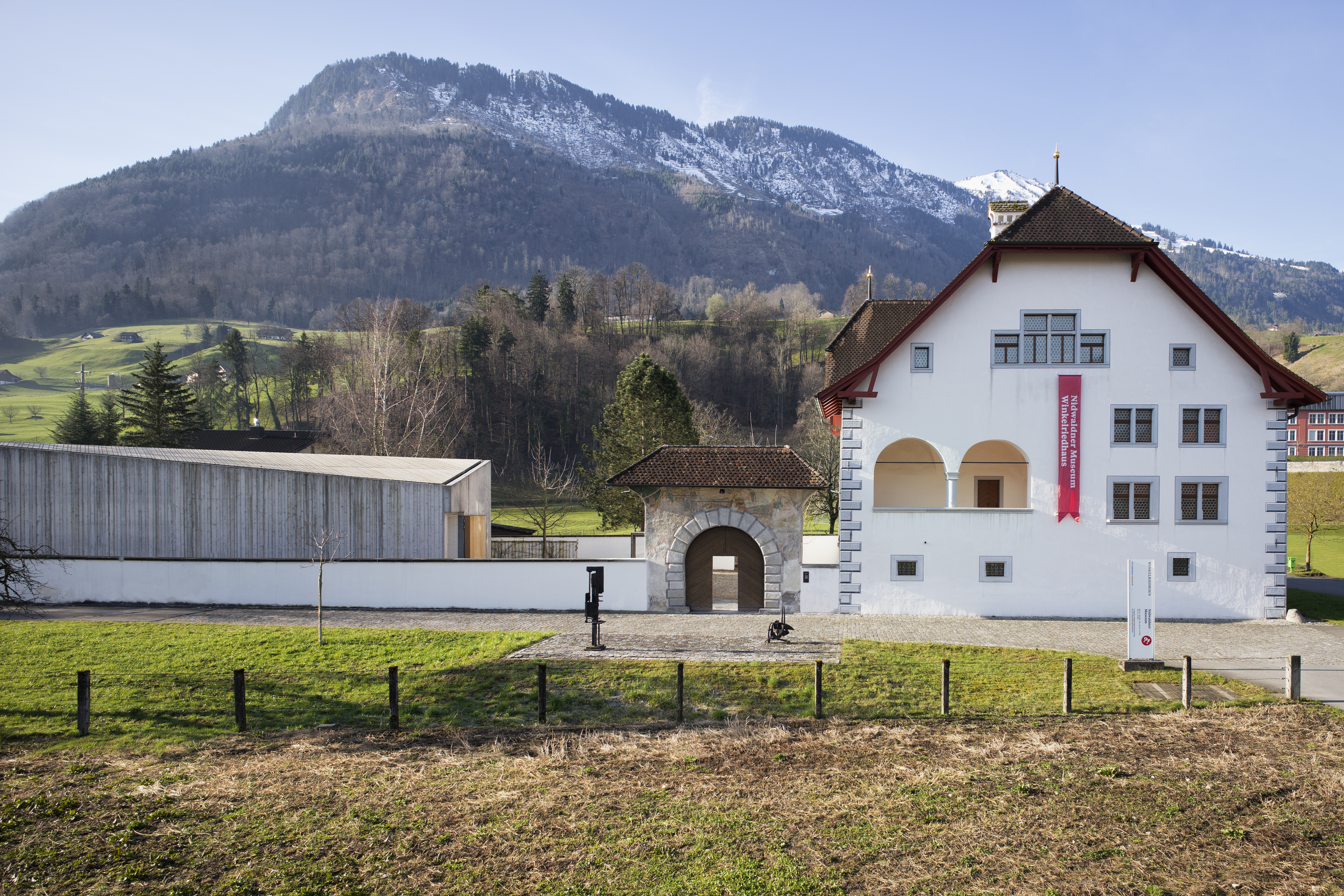
Nidwaldner Museum Winkelriedhaus mit Pavillon in Stans

Das Winkelriedhaus, ein restauriertes Patrizierhaus aus dem 16. Jahrhundert, wird seit 2014 für die Präsentation der Sammlung von Kunstwerken aus der Zentralschweiz genutzt. Die 2023 neu konzipierte Dauerausstellung Selbst und Welt. Werke aus der Sammlung präsentiert das Kunstschaffen Nidwaldens seit dem 16. Jahrhundert.
Vertreten sind Werke von: Judith Albert, Jo Achermann, Cuno Amiet, Donato Amstutz, Agnes Barmettler, August Blaesi, Rudolf Blättler, Melchior Paul von Deschwanden, Anthonis van Dyck und Werkstatt, Anton Egloff, Christo Javacheff, Verena Loewensberg, Rochus Lussi, Annemarie von Matt, Hans von Matt, Leonard von Matt, Joan Miró, Liselotte Moser, Arnold Odermatt, Corinne Odermatt, Marlies Pekarek, Markus Raetz, Paul Stöckli, Johann Melchior Wyrsch, Jakob Josef Zelger und vielen weiteren.
Seit 2017 arbeiten die Frey-Näpflin-Stiftung und der Kanton Nidwalden im Rahmen einer langfristigen Partnerschaft zusammen. Eine Auswahl des Sammlungsbestands fand als Dauerleihgabe Eingang in die Sammlung des Nidwaldner Museums. Das Stifter-Ehepaar Ruth und Anton Frey-Näpflin hat während über 50 Jahren ein Konvolut an Gemälden, Skulpturen und kunstgewerblichen Objekten zu einer eigenständigen Privatsammlung zusammengetragen. Nebst flämischen, italienischen oder französischen Meistern vom frühen 16. bis ins 19. Jahrhundert sind ebenso Künstlerinnen und Künstler aus der Innerschweiz und darüber hinaus vertreten.
Im 2012 eröffneten Pavillon zeigt das Nidwaldner Museum Wechselausstellungen zeitgenössischer Künstlerinnen und Künstler, die häufig einen Bezug zum Kanton haben oder aufgrund ihres Schaffens für die Region von Interesse sind. Das Museum zeigte unter anderem folgende Einzelausstellungen:
- Arnold Odermatt (2013)
- Rochus Lussi (2014)
- Anton Egloff (2014)
- Patrick Rohner (2015)
- Tina Z’Rotz (2015)
- Anita Zumbühl (2016)
- Christian Philipp Müller (2016)
- Augustin Rebetez, Laurent Güdel (2017)
- Leonard von Matt (2018)
- Luc Mattenberger, Max Philipp Schmid (2018)
- Rudolf Blättler (2019)
- Athene Galiciadis (2019)
- Nathalie Bissig (2020)
- Karl Felix Appenzeller (2020)
- Annemarie von Matt (2020)
- Adrian Gander (2021)
- Jos Näpflin (2021)
- Liselotte Moser (2022)
- Christina Hemauer, Roman Keller (2022)
- Esther Leupi, Judith Leupi (2023)
- Corinne Odermatt (2023)
- Roland Heini (2024) ⊙

### Festung Fürigen

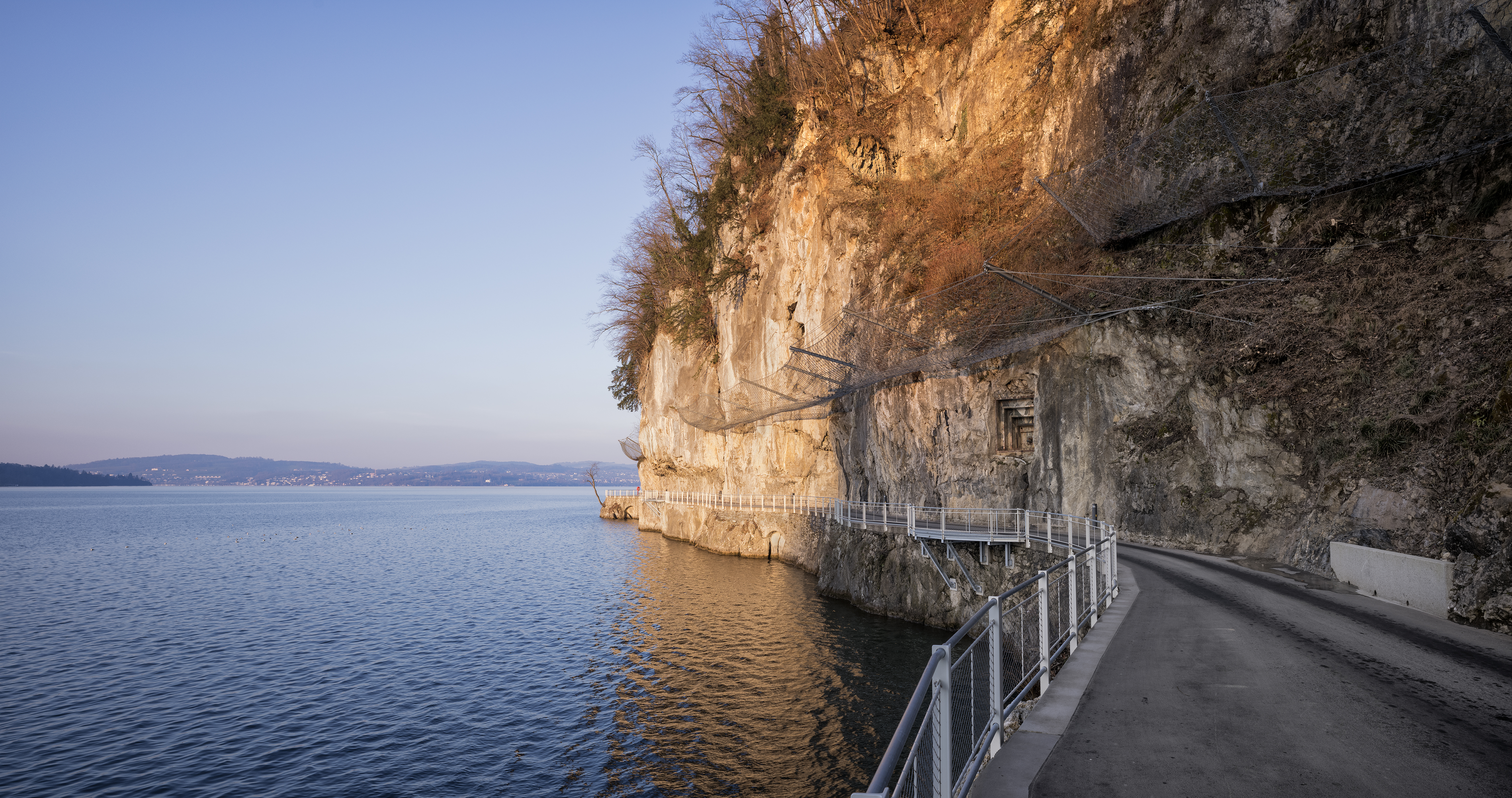
Festung Fürigen: Schiessscharte von aussen

In Stansstad gibt die Festung Fürigen mit ihrer Originalausstattung mehrheitlich aus den 1940er Jahren einen Eindruck, wie die Situation der Schweiz vom Zweiten Weltkrieg bis zum Ende des Kalten Krieges militärisch eingeschätzt wurde. 200 Meter Stollen, zwei Kanonenstände und Zeitdokumente geben Zeugnis über das Festungswerk. Die aktuelle Ausstellung mit audiovisuellem Rundgang richtet den Blick auf die Festung und ihr Abwehrkonzept. Sie thematisiert die gesellschaftlichen Entwicklungen der Region und zeigt das Leben und den Alltag der Männer, die in Fürigen bis in die 1980er Jahre ihren Dienst leisteten. ⊙

## Publikationen
- Nidwaldner Museum (Hrsg.): Paul Stöckli: ohne Titel, undatiert. Stans 2006, ISBN 3-9522723-6-1.
- Nidwaldner Museum (Hrsg.): Zeichen zeigen: Glauben in der Innerschweiz. Stans 2007.
- Nidwaldner Museum (Hrsg.): Sichtwechsel: Geschichten zu Melchior Paul von Deschwanden. Alpnach 2011, ISBN 978-3-905969-11-5.
- Nidwaldner Museum (Hrsg.): Historische Dauerausstellung: Mutig, trotzig, selbstbestimmt – Nidwaldens Weg in die Moderne. Stans 2016, ISBN 978-3-9524323-9-6.
- Nidwaldner Museum (Hrsg.): Schilter. Die Geschichte der Stanser Maschinenfabrik. Stans 2017, ISBN 978-3-9524685-2-4.
- Roger Perret / Nidwaldner Museum (Hrsg.): Annemarie von Matt. Meine Nacht schläft nicht. Stans 2020, ISBN 978-3-85791-892-6.
- Nidwaldner Museum (Hrsg.): Luft Seil Bahn Glück. Eine Ausstellungstrilogie in Stans, Flims und Zürich. Stans 2018, ISBN 978-3-9524685-7-9.
- Nidwaldner Museum (Hrsg.): Jos Näpflin – The Black Box Box. Stans 2021, ISBN 978-3-03942-038-4.